# Denis Compton
Pour les articles homonymes, voir Denis et Compton.
Denis Charles Scott Compton, CBE, né le 23 mai 1918 à Hendon, Middlesex et mort le 23 avril 1997 à Windsor, Berkshire, est un joueur de cricket et un footballeur anglais. Il fut à partir des années 1930 l'un des meilleurs batteurs de sa génération et il joua pour l'équipe d'Angleterre de cricket de 1937 à 1957. En football il remporta la Cup avec le club d'Arsenal en 1950.
Son frère Leslie joua également au cricket au plus haut niveau et au football pour Arsenal et en équipe d'Angleterre.

## Honneurs
- Un de cinq Wisden Cricketers of the Year de l'année 1939.
- Membre de l'ICC Cricket Hall of Fame depuis 2009 (membre inaugural).